# Maria Grahn
Marie-Louise (Maria) Grahn, född 28 maj 1945 i Bromma, Stockholm, är en svensk musiker och skådespelare. 

## Biografi
Grahn, som genomgått Statens scenskola i Göteborg, hade film- och tv-roller från 1968, bland annat Per-Arne Ehlins film Håll alla dörrar öppna (1973). Hösten 1973 rekryterades hon till Nationalteatern då det saknades en kvinnlig skådespelare till pjäsen "Speedy Gonzales". Hon framförde bland annat låten "Hanna från Arlöv" (1974) och deltog i Tältprojektet 1977. Hon medverkade på flera av Nationalteaterns musikalbum samt på Björn Afzelius soloalbum Johnny Boy (1978) och Globetrotter (1980).
Grahn, som även är utbildad sjuksköterska, har också skrivit boken Enbröstad (2003), som handlar om hur hon drabbades av bröstcancer, vilket ledde till att hennes ena bröst togs bort. Boken är illustrerad med fotografier som togs under sjukdomsförloppet av Anna von Brömssen.

## Teater

### Roller (ej komplett)
| År   | Roll | Produktion                  | Regi             | Teater                   |
| ---- | ---- | --------------------------- | ---------------- | ------------------------ |
| 1966 |      | Yerma Federico García Lorca | Palle Granditsky | Upsala-Gävle stadsteater |
| 1998 |      | P Alan Bowne                | Alexander Öberg  | Teater Bhopa             |